# 早稲田 (小惑星)
早稲田（わせだ、9350 Waseda）は小惑星帯に位置する小惑星。1991年10月13日に長野県富士見町の入笠山天体観測所で、平沢正規と鈴木正平が発見した。両者が早稲田大学出身であったため、この名がつけられた。